# 雷特森
雷特森是德国莱茵兰-普法尔茨州的一个市镇。总面积3.21平方公里，总人口375人，其中男性194人，女性181人（2011年12月31日），人口密度117人/平方公里。